# Аристов, Виталий Васильевич
Вита́лий Васи́льевич А́ристов (29 апреля 1945, Рассказово, Тамбовская область — 29 июля 2018, Москва) — советский и российский учёный-рентгенооптик, педагог.

## Биография
Член-корреспондент РАН по Отделению нанотехнологий и информационных технологий с 30 мая 1997 года. Директор Института проблем технологии микроэлектроники и особо чистых материалов РАН  в 1989-2004 гг. Главный научный сотрудник ИПТМ РАН, председатель специализированного докторского совета ИПТМ РАН. С 1994 — заведующий кафедрой «Физики и технологии наноэлектроники» факультета физической и квантовой электроники МФТИ.
Похоронен на Макаровском кладбище (село Макарово, городской округ Черноголовка, Московская обл.).

## Научная деятельность
К наиболее важным результатам научной деятельности В.В.Аристова относятся результаты в области создания элементов рентгеновской оптики. В.В.Аристовым было обосновано использование для изготовления рентгеновских линз совершенных кристаллов и многослойных зеркал, эти линзы, названные брэгг-френелевскими, являются аналогом синтезированных трехмёрных рентгеновских голограмм. В.В.Аристовым и его учениками была создана их теория и разработана технология их изготовления. В настоящее время линзы используются как в России, так и за рубежом. Ими оснащаются источники синхротронного излучения, такие как ESRF (Франция), BESSY (Германия), SPring-8 (Япония).
К важным научным результатам Аристова принадлежат работы в области создания методов микротомографии для исследования и диагностики микродефектов и микроструктур, создан ряд новых методов электронно-микроскопического исследования и контроля полупроводниковых кристаллов. Широкое практическое применение получила программа коррекции эффекта близости в электронно-лучевой литографии, созданная при его участии.
В последние годы им проведены исследования в области квантовой механики, доказывается необходимость изменения отношения к волновым функциям электронов как к функциям вероятности. Проведены и проанализированы эксперименты, связанные с эффектами рассеяния жёсткого излучения на электронах, прежде всего, с эффектом Комптона. Предложен новый механизм этого эффекта, основанный на представлении электрона стоячей волной электронной плотности.

## Награды и премии
- премия Ленинского комсомола (1979) — за цикл работ по дифракционной кристаллооптике расходящегося пучка рентгеновских лучей
- медаль ордена «За заслуги перед Отечеством» (1999)[4]

## Из библиографии

### Книги
- Рентгеновская оптика / В. В. Аристов, А. И. Ерко; Отв. ред. Э. В. Суворов; АН СССР, Ин-т пробл. технологии микроэлектрон. и особочистых материалов. — М. : Наука, 1991. — 149,[1] с. : ил.; 22 см; ISBN 5-02-006826-8

### Из статей за 2008—2012
- В. В. Аристов, А. В. Никулов, «Дополнения редакторов перевода [главы 10-12] в книге „Квантовый вызов“ Дж. Гринштейн, А.Зайонц», Изд. Дом 'ИНТЕЛЛЕКТ', 2008 г. , печ.л.:5.400
- В. В. Аристов, Л. Г. Шабельников, «Современные достижения рентгеновской оптики преломления», Успехи Физических Наук, V178, N1, c.61, 2008 г.
- V. V. Aristov and A. V. Nikulov, «Quantum computation and hidden variables», Proceedings SPIE Vol. 7023, «Quantum Informatics 2007»; Yuri I. Ozhigov; Ed. (2008); http://xxx.lanl.gov/abs/1007.1947 (недоступная+ссылка)
- Аристов В. В. Фотоэффект с точки зрения полуклассической теории // Доклады Академии наук, 2009, т. 425, N 5, с. 610—612.
- Аристов В. В. Рассеяние электромагнитной волны на свободном электроне в полуклассическом приближении // Доклады Академии наук, 2009, т. 425, N 6, с. 751—753
- В. В. Аристов, Л. Г. Шабельников, Я. Л. Шабельникова, Т. А. Сагдуллин, В. Я. Панченко, А. В. Евсеев, М. М. Новиков, В. Е. Асадчиков, А. В. Бузмаков, «Рентгеновские преломляющие линзы, имеющие профиль вращения, с масштабным сокращением радиуса кривизны», Доклады Академии Наук, 2009, т. 426, N6, c.750
- V.V. Aristov, A.V. Nikulov, Could the Schrodinger’s Cat be used as Quantum Bit? // Межд. конф. Микро- и наноэлектроника, 2009, с.2
- Аристов В. В. Фундаментальные проблемы рассеяния жесткого рентгеновского излучения // Раб. совещ. «Рентгеновская оптика», 2010, с.208; https://web.archive.org/web/20160304201446/http://purple.iptm.ru/xray/xray2010/files/CHGXRAY2010_BOOK.pdf
- Аристов В. В., Шулаков Е. В. Первичное брэгговское рассеяние с изменением длины волны // Раб. совещ. «Рентгеновская оптика», 2010, с. 57
- Аристов В. В., Шулаков Е. В., Якунин С. Н., Субботин И. А. К вопросу об антикомптоновском рассеянии // Раб. совещ. «Рентгеновская оптика», Черноголовка, 2010г, с.191;
- В. В. Аристов, А. В. Никулов, О преподавании основ квантовой механики в связи с проблемой наноструктур как пограничной области между классическим и квантовым мирами // Межд. конф. «Образование в сфере нанотехнологий: современные подходы и перспективы», 2010 г.
- V.V. Aristov and A.V. Nikulov, Could nanostructure be unspeakable quantum system? // Int. Symp. «Nanostructures: Physics and Technology», 2010
- Аристов В. В., Никулов А. В. Об изучении основ квантовой механики в связи с проблемой создания квантового бита на основе твердотельных наноструктур // Труды международной научно-технической конференции Нанотехнология — 2010, Дивноморское, Россия, 19-24 сентября 2010 г. Часть 2, стр. 276—278.
- V. V. Aristov and A. V. Nikulov, The fundamental obscurity in quantum mechanics. Why it is needed to shout «wake up»// Proceedings of 19th International Symposium «NANOSTRUCTURES: Physics and Technology», Russia, St. Petersburg, Ioffe Physical-Technical Institute p. 145—146 (2011); http://xxx.lanl.gov/abs/1108.2628 (недоступная+ссылка)
- V. V. Aristov. New Compton effect solution as the way to general x-ray scattering theory // APAM-2011, Science Conference on Materials for Green energy and Forum on material Characterization using SR, Abstract book, p. 48, Taiwan, 2011
- В. В. Аристов. Неоклассическая теория рассеяния рентгеновского излучения на свободных и слабосвязанных электронах // Труды XVI международного симпозиума «Нанофизика и наноэлектроника», Нижний Новгород, 2012, т.2, с. 530
- Aristov V.V. Neoclassical Theory of X-Ray Scattering by Electrons // Electromagnetic radiation, ed. by S.O.Bashir, InTech, Croatia, 2012, p. 107—136; http://www.intechopen.com/articles/show/title/neoclassical-theory-of-x-ray-scattering-by-electrons